# آبشار وریعه
قرار گرفته‌است العبودی، ناصر، بن حسین، “ (الأماکن الأثریة فی الإمارات) “، ج ۱–۲، چاپ سوم، ابوظبی: “شرکة ابوظبی للطباعة والنشر“، انتشار ۱۹۸۹ میلادی.

## دسترسی به آبشار
دسترسی به آن از دو جادهٔ کوهستانی و ساحلی امکانپذیر است، که به شرح زیر است:
جادهٔ کوهستانی از طریق: شارقه (شارجه) ذَید، مسافی، وادی عبادله، بدیه بعد از روستای بدیه جاده به سمت جنوب منحرف می‌شود و به طرف کوه می‌رود، البته جاده آبشار ناهموار است و فقط با ماشین جیپ می‌توان عبور نمود. أما جاده ساحلی: از فجیره شروع می‌شود و از نوار ساحلی دریای عمان می‌گذرد، پس از ورود به شهر خور فکان به طرف جنوب به سمت کوهستان منحرف می‌شود. آبشار وریعه میان شهر خورفکان و روستای بدیه در ناحیهٔ جنوب در داخل کوه واقع شده‌است، و در شمال شهر فجیره قرار دارد. از شهر خور فکان حدود ۵ کیلومتر به سمت جنوب می‌رود.

## نقاطی در مسیر راه آبشار
در مسیر هر دوجاده که به سوی آبشار هدایت می‌کند، به مناطق متعددی برخورد می‌کنیم که عبارتند:
«مسافی»، «خور فکان»، «مسجد البدیه»،
«الطیبه»، «وادی عبادله»، «دبا»
روستای «الغرفة»، «العکامیة»، «الرأس»، «الکبوس»، «رول دبا»، «الفقیت»، «رول ضدنا»، «ضدنا»، «العقة»، «شرم»، وچند نقاط آباد ودیدنی دیگر، وباغ‌های مرکبات.
آب این آبشار از دل یک کوه سنگی بیرون می‌آید و با توجه به ارتفاع ۳۳ متری آبشار بیرون آمدن چنین آبی از دل کوه شگفت‌آور است.

## پناهگاه حیات وحش
منطقهٔ (الوریعة) یکی از پناهگاه‌های محیط زیست پرندگان و جانوران محلی است که از جانب حکومت فجیره حمایت وپشتیبانی شده‌است. پوشش گیاهی این منطقه از گیاهان شور و مقاوم در مقابل کم آبی است که به‌طور پراکنده رشد کرده‌اند. در این پناهگاه پرندگان کوهستانی وبومی،
تعداد زیادی مار سمی سیاه‌رنگ و کوچک که معمولاً زیر شن مخفی می‌شوند مشاهده شده‌است، گربه وحشی، خرگوش، شغال، جوجه‌تیغی، بز کوهی
، کبک، بادخور، چکاوک، چکاوک هدهد، دم جنبانک، گنجشک، تیهو. قُمری وسایر پرندگان کوهستانی مشاهده می‌شود.
منطقهٔ الوریعة با پوششی از درختان جنگلی، دره‌های عمیق با آبشارها و چشمه‌های جوشان، عوارض طبیعی دل‌انگیز، صخره‌های مرتفع، چشمه آبهای معدنی، پوشش گیاهی انبوه، پرندگان و جانوران وحشی از پدیده‌هایی است که خالق هستی در این منطقه به ودیعه گذاشته‌است.

## فهرست منابع و مآخذ
- دکتر:ادوارد، هندرسون، “ (ذکریات عن دولة الإمارات و سلطنة عمان) “، چاپ موتیف آیت للنشر، مطبعة راشد، عجمان ۱۹۸۸.
- محمدیان، کوخردی، محمد، “ (الإمارات عبر التاریخ) “، ج۱. سال انتشار ۲۰۰۸ میلادی به (عربی).
- العبودی، ناصر، بن حسین، “ (الأماکن الأثریة فی الإمارات) “، ج ۱–۲، چاپ سوم، ابوظبی: “شرکة ابوظبی للطباعة والنشر“، انتشار ۱۹۸۹ میلادی.
- دکتر:ادوارد، هندرسون، “ (ذکریات عن دولة الإمارات و سلطنة عمان) “، چاپ موتیف آیت للنشر، مطبعة راشد، عجمان ۱۹۸۸ میلادی.